# Polydesmus skinneri
Polydesmus skinneri är en mångfotingart som beskrevs av Jean-Henri Humbert 1865. Polydesmus skinneri ingår i släktet Polydesmus och familjen plattdubbelfotingar. Inga underarter finns listade i Catalogue of Life.